# Loral O'Harová
Loral Ashley O'Harová, nepřechýleně O'Hara (* 3. května 1983), je americká inženýrka a astronautka, 606. člověk ve vesmíru. Od září 2023 do března2024 pobývala při svém prvním kosmickém letu na Mezinárodní vesmírné stanici (ISS) jako členka Expedice 70.

## Mládí a vzdělání
Narodila se v texaském Houstonu, ale vyrůstala v sousedním městě Sugar Land, kde dokončila střední školu.
V roce 2005 získala bakalářský titul v oboru leteckého a kosmického inženýrství na Kansaské univerzitě v městě Lawrence v Kansasu a v roce 2009 magisterský titul v oboru aeronautiky a astronautiky na Purdueově univerzitě ve West Lafayette v Indianě.
Během studia se zúčastnila programu KC-135 Reduced Gravity Student Flight Opportunities, kde si vyzkoušela omezenou gravitaci v letounu KC-135. Absolvovala také Akademii NASA v Goddardově kosmickém středisku v Greenbeltu v Marylandu a stáž v Laboratoři tryskového pohonu NASA (Jet Propulsion Laboratory) v Pasadeně v Kalifornii.
Je soukromou pilotkou, certifikovanou zdravotnickou záchranářkou a záchranářkou v divočině.

## Inženýrská kariéra
Ještě během magisterského studia pracovala pro společnost Rocketplane Limited v Oklahoma City v Oklahomě a zapojila se do vývoje suborbitální kosmické techniky. V roce 2009 začala pracovat v Oceánografickém institutu Woods Hole. Podílela se na modernizaci ponorky DSV Alvin a dálkově ovládané ponorky Jason, přičemž získala zkušenosti z analýzy, navrhování, testování a certifikaci ponorek s posádkou a provoz vozidel. Zúčastnila se jedenácti plaveb na palubě výzkumných plavidel jako mechanický technik a zpracovatel dat.

## Kariéra v NASA

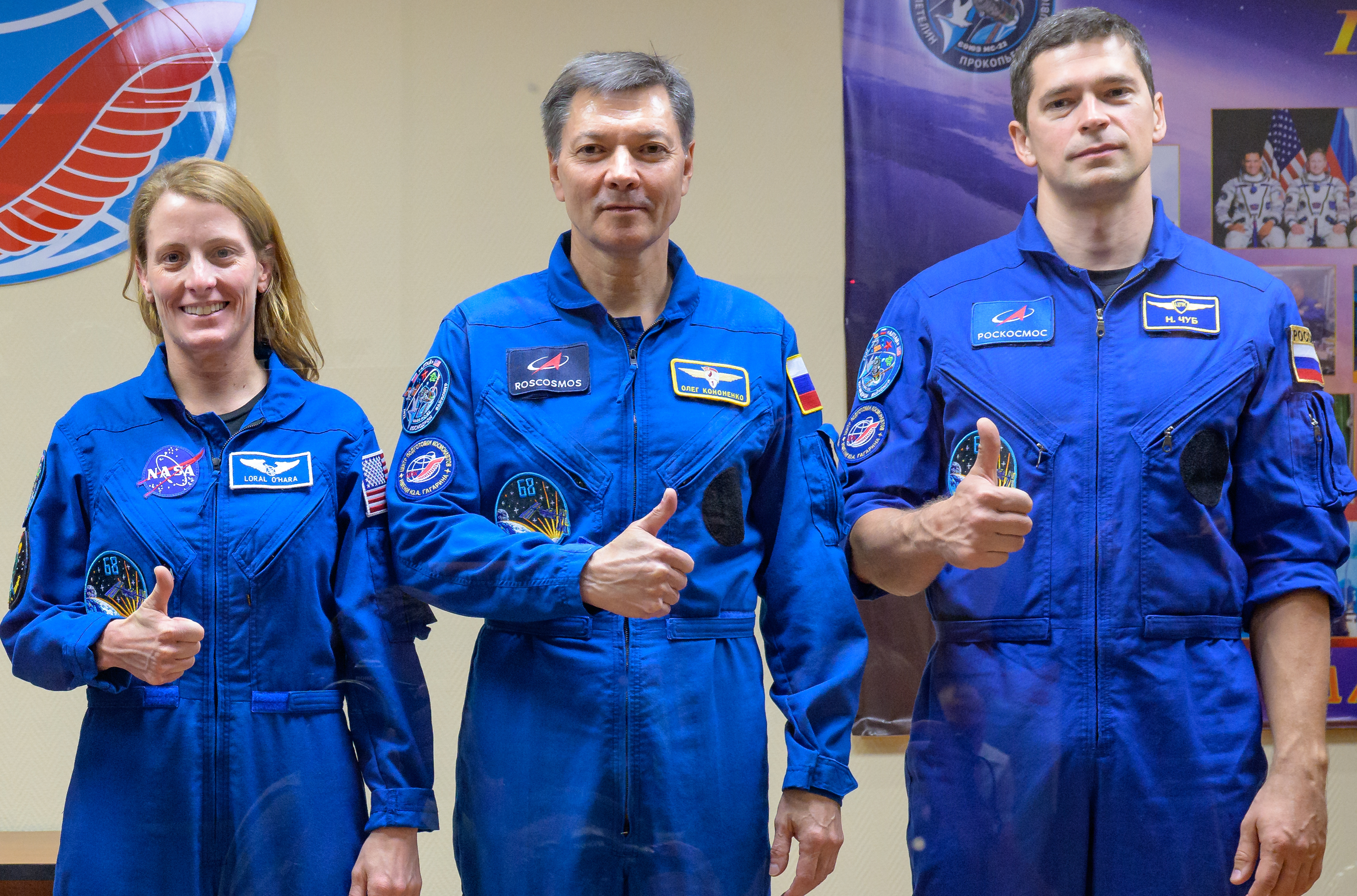
posádka Soyuz MS-24

Po své předchozí studentské zkušenosti s NASA se přihlásila do výběru kandidátů pro kosmické laty, do něhož agentura přijímala přihlášky od prosince 2015 do února 2016. V červnu 2017 byla vybrána mezi členy 22. skupiny astronautů NASA jako kandidátka na astronauta v srpnu téhož roku zahájila dvouletý výcvik. Do aktivní služby byla s ostatními absolventy zařazena 10. ledna 2020.

### 1. kosmický let
V červenci 2022 v rámci dohody mezi NASA a Roskosmosem o vzájemné výměně míst v kosmických lodích Crew Dragon a Sojuz vyšlo najevo, že O'Harová byla zařazena do hlavní posádky pro Expedici 69 a na ISS poletí na jaře 2023 v kosmické lodi Sojuz MS-23. V důsledku úniku chladiva ze Sojuzu MS-22 připojeného k ISS v prosinci 2022 a následného rozhodnutí poslat pro jeho posádku jako náhradní loď právě Sojuz MS-23 se však odlet O'Harové posunul o půl roku, na období Expedice 70 – byla zařazena do mise Sojuz MS-24 se startem v polovině září 2023.
Start z kazašského Bajkonuru se uskutečnil 15. září 2023 v 15:44:35 UTC. Loď po pouhých dvou obletech Země, tedy zhruba po třech hodinách, dorazila k ISS a v 18:53:32 UTC zakotvila. Zatímco velitel letu Oleg Kononěnko a palubní inženýr Nikolaj Čub zůstali na ISS i pro období následující Expedice 71 a jejich let tak potrvá více než rok a na Zemi se vrátí v Sojuzu MS-25, O'Harová se po více než půlroce Expedice 70 vrátila na Zemi v Sojuzu MS-24 společně s Olegem Novickým a Marynou Vasileuskou, kteří přiletěli na dvanáctidenní pobyt jako 21. návštěvní posádka. V Sojuzu MS-24 se od stanice odpojili 6. dubna 2024 v 03:53:58 UTC a přistáli o 3 a čtvrt hodiny později v 07:17 UTC. Délka prvního letu O'Harové dosáhla 203 dní, 15 hodin a 33 minut.
Během pobytu na ISS uskutečnila 1. listopadu 2023 výstup do volného prostoru s astronautkou Jasmin Moghbeliovou – historicky teprve čtvrtý výstup dvou astronautek. Společně nahradily jednu z 12 ložiskových sestav na levém otočném kloubu nosiče polí solárních panelů, která umožňuje solárním panelům sledovat Slunce a optimalizovat výrobu elektřiny pro napájení stanice. Dále udělaly přípravné práce na budoucí dalšího instalaci solárního pole a správně nakonfigurovaly kabel, který dříve překážel externí kameře, ale nestihly kvůli nedostatku času odstranit a uložit elektronickou skříň z komunikační antény. Astronautky ukončily svůj vůbec první výstup v 18:47 UTC po 6 hodinách a 42 minutách.

## Soukromý život
O'Harová ráda cestuje, jezdí na raftech, surfuje, potápí se, létá, plachtí, lyžuje, chodí po horách, chodí po jeskyních, čte a maluje.